# Krasny Majak
Krasny Majak (biał. Красны Маяк; ros. Красный Маяк, Krasnyj Majak) – osiedle na Białorusi, w obwodzie homelskim, w rejonie homelskim, w sielsowiecie Pakalubiczy.
W pobliżu znajduje się port lotniczy Homel.